# Han Duck-soo
Han Duck-soo (kor. 한덕수, ur. 18 czerwca 1949 w Jeonju) – południowokoreański polityk, ekonomista, minister handlu (1998–2000) i finansów (2005–2006), dwukrotny premier Korei Południowej w latach 2007–2008 oraz 2022–2025, od 27 grudnia 2024 do 24 marca 2025 był zawieszony w pełnieniu obowiązków. W 2024 i w 2025 pełniący obowiązki prezydenta Korei Południowej.

## Życiorys
Han Duck-soo ukończył ekonomię na Seulskim Uniwersytecie Narodowym w 1971, a w 1984 uzyskał doktorat z nauk ekonomicznych na Harvardzie. Karierę zawodową rozpoczął w 1970 w Narodowym Urzędzie Podatkowym. W 1982 przeniósł się do Ministerstwa Handlu, Przemysłu i Energii. W latach 1997–1998 pełnił funkcję wiceministra, a od 1998 do lutego 2001 był ministrem handlu.
W roku 2001 został mianowany stałym przedstawicielem Republiki Korei przy OECD. W 2003 objął funkcję dyrektora Koreańskiego Instytutu Gospodarki Przemysłowej i Handlu. W lutym 2004 został ministrem w kancelarii premiera. Od marca 2005  do lipca 2006  pełnił urząd wicepremiera oraz ministra finansów i gospodarki. W okresie od 14 marca 2006 do 19 kwietnia 2006  był pełniącym obowiązki szefa rządu. W lipcu 2006 został doradcą prezydenta Roh Moo-hyuna ds. handlu.
Po rezygnacji ze stanowiska premier Han Myung-sook, objął 2 kwietnia 2007 fotel szefa rządu. 29 lutego 2008 zastąpił go na stanowisku Han Seung-soo, wybrany na urząd premiera przez nowego prezydenta Lee Myung-baka. W 2009 został mianowany ambasadorem Korei Południowej w Stanach Zjednoczonych. Pełnił tę funkcję do 2012. W latach 2012–2015 stał na czele Koreańskiego Stowarzyszenia Handlu Międzynarodowego. Następnie objął stanowisko wykładowcy na Uniwersytecie Hongik i Uniwersytecie Dankook.
Od 21 maja 2022 ponownie pełni funkcję premiera. 10 kwietnia 2024 Han zadeklarował podanie się do dymisji po porażce swojej partii w wyborach parlamentarnych w 2024.
14 grudnia 2024 Zgromadzenie Narodowe zagłosowało za impeachmentem prezydenta Yoon Suk-yeola. W związku z czym został zawieszony w pełnieniu funkcji, a obowiązki prezydenta Korei Południowej przejął premier Hun Duck-soo. W czasie sprawowania funkcji p.o. prezydenta odmówił powołania sędziów w skład Sądu Konstytucyjnego, twierdząc że jako pełniący obowiązki prezydenta nie ma do tego kompetencji. Z tego powodu Partia Demokratyczna złożyła wniosek o jego impeachment z funkcji p.o. Prezydenta Korei Południowej. 27 grudnia parlament zagłosował za impeachmentem Han Duck-soo. W związku z tym został również zawieszony w pełnieniu funkcji premiera. Tym samym jest pierwszym pełniącym obowiązki prezydenta Korei Południowej poddany procedurze impeachmentu w historii tego kraju.
W dniu 24 marca 2025 roku Trybunał Konstytucyjny zagłosował za uchyleniem impeachmentu Hana, zezwalając na jego przywrócenie na stanowisko pełniącego obowiązki prezydenta. Pięciu sędziów głosowało za oddaleniem impeachmentu, dwóch głosowało za jego odrzuceniem, a tylko jeden sędzia głosował za jego utrzymaniem. Sąd przyznał, że Han dopuścił się naruszeń konstytucyjnych i prawnych, odraczając powołanie dodatkowych sędziów do sądu, ale stwierdził, że nie uzasadnia to jego usunięcia ze stanowiska. Sąd orzekł również, że kworum do postawienia Hana w stan oskarżenia wynosiło minimum 151 z 300 parlamentarzystów potrzebnych premierowi, a nie 200 potrzebnych do postawienia prezydenta w stan oskarżenia. 1 maja 2025 ogłosił swoją rezygnację z funkcji premiera, w związku z planowanym startem w przedterminowych wyborach prezydenckich.